# فوسالتا دی پیاوه
فوسالتا دی پیاوه (به ایتالیایی: Fossalta di Piave) یک کومونه در ایتالیا است که در استان ونیز واقع شده‌است.

## خصوصیات
فوسالتا دی پیاوه ۹ کیلومترمربع مساحت و ۴٬۲۳۸ نفر جمعیت دارد و ۰ متر بالاتر از سطح دریا واقع شده‌است.